# Hillman Curtis

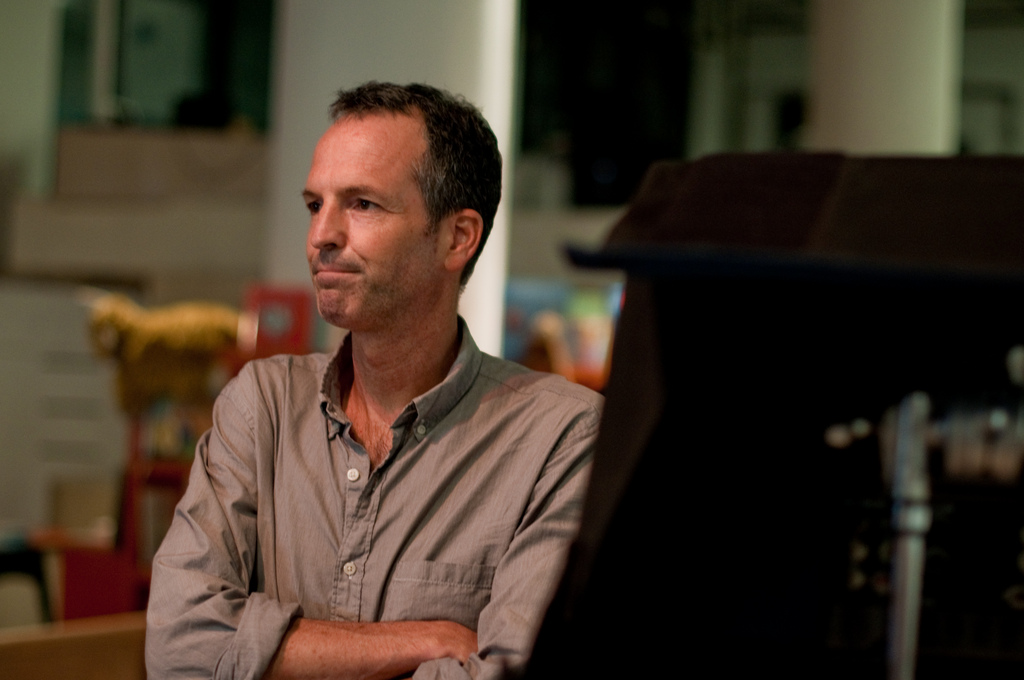
Hillman Curtis, 2010.

David Hillman Curtis (* 24. Februar 1961 in San Diego; † 18. April 2012 in New York City) war ein US-amerikanischer Webdesigner, Autor und Filmregisseur. Er gilt als einer der Pioniere des Webdesigns.

## Leben
Curtis studierte in den 1980er Jahren an der San Francisco State University Kreatives Schreiben und Film, brach das Studium aber zugunsten seiner Band The Green Things ab, mit der er in den Folgejahren auf Konzertreisen war. Nach Auflösung der Band war der Autodidakt als freiberuflicher Designer tätig. 1993 begann Curtis seine Tätigkeit bei dem Software-Unternehmen Macromedia, wo er zum Artdirector aufstieg. Curtis war einer der ersten erfolgreichen Onlineexperten, der die von Macromedia akquirierte FutureSplash-Plattform, deren Marke und Name als Flash weitergeführt wurde, als zentrale Schlüsseltechnologie für Inhalte im Web propagierte.
1998 gründete er in New York City das Unternehmen HillmanCurtis, welches das Webdesign zahlreicher Unternehmen und Einrichtungen, darunter Yahoo, Adobe Inc. und die Metropolitan Opera, gestaltete. Curtis verfasste mehrere Bücher zum Thema Webdesign und Motion-Design.
Später wandte sich Curtis dem Film zu und gab 2007 das Webdesign auf. Aus dieser Schaffensperiode stammen Kurzfilme, Werbeclips, kurze Dokumentationen zu Künstlern (Artist Series) sowie der Dokumentarfilm Ride, Rise, Roar. Ein zweiter Film, The Happy Film, war in Arbeit, als Curtis am 18. April 2012 im Alter von 51 Jahren an Darmkrebs starb.
Hillman Curtis war verheiratet und Vater eines Sohnes und einer Tochter. Er war ein Neffe des Musikers Chris Hillman.

## Filmographie
- Artist Series, ab 2005 (kurze Dokumentationen zu Künstlern wie Daniel Libeskind, Milton Glaser, Paula Scher, David Carson, Stefan Sagmeister, James Victore, Mark Romanek)
- Kurzfilme (Bridge, Embrace, Circles, Soldiers, Roof, Table, American Spirit, Blow up, Powerhouse Books – The Musical, Spinal Tab und Movement Study)
- Ride, Rise, Roar, 2010 (Dokumentarfilm zur Songs of David Byrne and Brian Eno Tour)

## Veröffentlichungen
- Flash Web Design: the art of motion graphics. New Riders, Indianapolis 2000, ISBN 0-7357-0896-7.
- Flash Web Design: the art of motion graphics. The V5 remix. New Riders, Indianapolis 2001, ISBN 0-7357-1098-8.
- MTIV : process, inspiration, and practice for the new media designer. New Riders, Indianapolis 2002, ISBN 0-7357-1165-8.
- Hillman Curtis on creating short films for the Web. New Riders, Berkeley 2006, ISBN 0-321-27891-7.